# Удер
Удер (нем. Uder) — община в Германии, в земле Тюрингия.
Входит в состав района Айхсфельд. Подчиняется управлению Удер. Население составляет 2557 человек (на 31 декабря 2010 года). Занимает площадь 13,90 км².